# 趙昕 (道光武進士)
趙昕，直隸蔚州（今河北省張家口市蔚县）人。清朝軍事人物，同武進士出身。
道光二十四年（1844年），趙昕中式甲辰科武殿試張殿華榜三甲第八名進士，授官藍翎侍衛。差滿，出官四川黎雅營守備。